# Превалітана

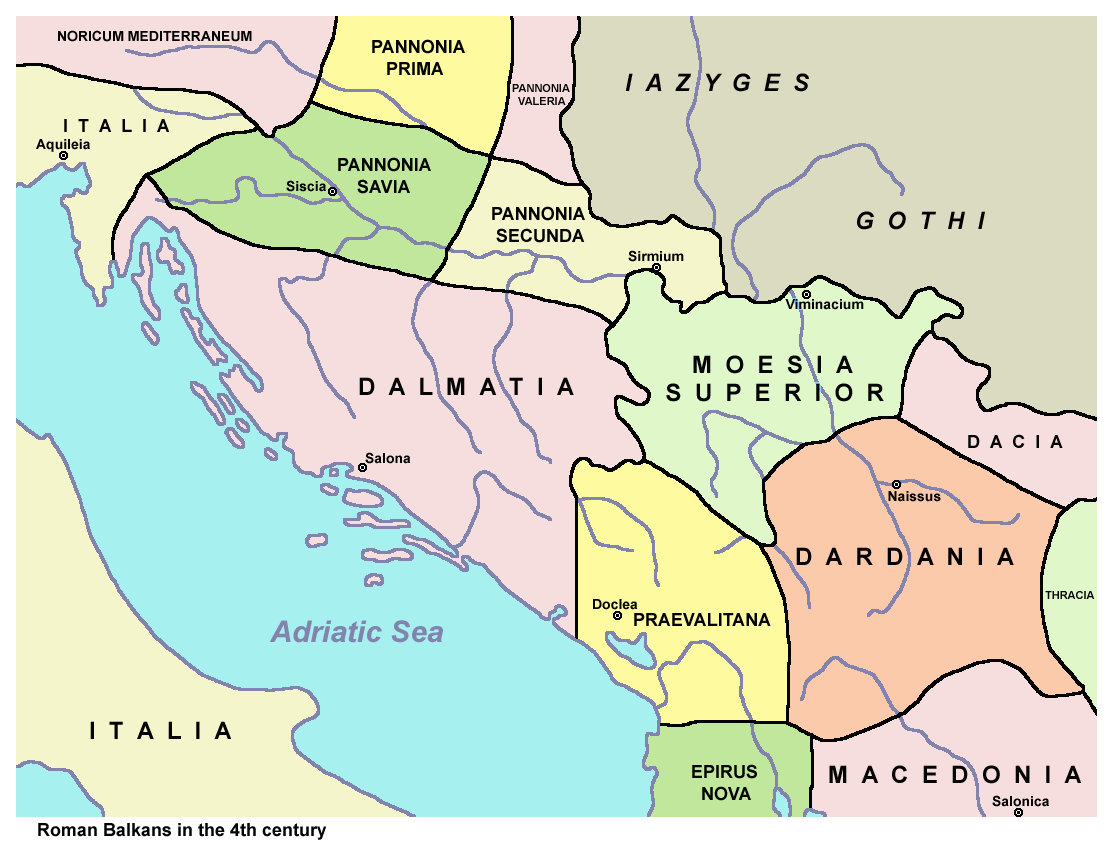
Превалітана в 4-му столітті

Превалітана (також Prevalitana, Prevaliana, Praevaliana або Prevalis) була пізньою римською провінцією, яка існувала між 284 і 476. Вона включала в себе частини сучасної Чорногорії, на півночі Албанії, а також на південному заході Сербії.

## Історична довідка
Римська імперія завоювала цей регіон після Третьої іллірійської війни (168 до н. е.), римляни перемогли Генція, останнього короля Іллірії, під Шкодером в результаті чого в 165 до н. е. регіон був приєднаний до Римської імперії. В провінції було створено чотири республіки які керувалися з Риму. Пізніше Іллірія стала керуватися безпосередньо з Риму і була переорганізована в провінцію, зі столицею в Шкодері. Іллірія була розділена на дві частини в 10 н.е, Панонію і  Далмацію. Далмація була розширена, щоб включити всі Динарські Альпи і більшу частину східного узбережжя Адріатичного моря, в тому числі всі фактичні землі Чорногорії.

## Історія
Провінція Превалітана була створена під час правління імператора Діоклетіана з південно-східної частини колишньої провінції  Далмації (р 284—305.) І стала частиною діоцезу Мезія (290—357), один з 12 діоцезів, створених Діоклетіаном. Діоцез Мезія пізніше був розділений на дві частини, діоцез Дакія на півночі і діоцез Македонія на півдні. Превалітана спочатку була частиною діоцез Македонії, але пізніше переїхала в діоцез Дакію (який включав Дакію Медітеранею, Дакію прибережну, Дарданію і Мезію), і стала підрозділом преторіанської префектури Иллірії (395 н. е.).
Після того, як Західна Римська імперія зазнала свого краху в 476 році, з початком великого переселення народів, регіон знаходився під владою остготів.
Далмація першою потрапила під контроль Візантійської (Східної Римської) імперії в 530 н. е., коли генерали імператора Юстиніана захопили її під час готської війни. Під час навали аварів і слов'ян в VI-му і VII-му століттях були зруйновані і захопленні головні міста і більша частина внутрішніх районів. Візантія зберегла контроль лише на островах, деяких нових прибережних містах і в албанській гірській місцевості.

## Міста

Превалітана і північні балкани в пізній античності

Перша письмова згадка про якісь поселення в південній Далмації відноситься до римської провінції Превалітана і римського міста Бірсіініум, яке знаходився в тіні іллірійського міста Діоклея (Дукля), великого міста, за тогочасними мірками з населенням 8-10 тисяч жителів. Діоклея була названа в честь одного з двох головних Іллірскіх племен, що населяли ці землі, «Дукліти». Інше плем'я, «Лабеати», населяло всі землі між Скадарським озером і сучасною Підгорицею. Їх головна фортеця називалась Мезеон (відома сьогодні як Медун). Дукліти населяли родючу долину річки Зета, розташованої уздовж життєво важливої ділянки між прибережним і континентальним районами Чорногорії, що сприяло їх швидкому економічному підйому.
З 5-го століття в цій місцевості почалося розселення авар і слов'ян, яке супроводжувалося нищенням місцевих поселень. Діоклея не змогла противитися цим набігам і колись величне місто було знищене. Після того, як слов'янські племена осіли в цих землях, вони створили ще одне селище, яке взяло на себе роль, яку раніше виконувала Діоклея, місто було назване Рибниця (Підгориця). Корінне нероманізоване (Албанське) населення відступило в албанську гірську місцевість. В той час прибережне місто Акрувіум (фактично Котор)змогло уникнути слов'янської навали і процвітало як торгове місто-держава корінних романізованих іллірійців до Х-го століття.